# Darko Kovačević
Darko Kovačević - em sérvio, Дарко Ковачевић (Kovin, 18 de novembro de 1973) é um ex-futebolista profissional sérvio, que atuava como atacante.

## Carreira
Projetado no futebol iugoslavo no Proleter Zrenjanin e no Estrela Vermelha de Belgrado. Ex-jogador de Lazio e Juventus, ambos clubes da Itália. 
Seus melhores momentos foram na Real Sociedad. Em duas passagens pelo clube basco, marcou 91 gols em 277 partidas e foi vice-campeão espanhol em 2003, na surpreendente temporada que revelou Xabi Alonso. Sua dupla ofensiva com o turco Nihat Kahveci foi uma das mais eficientes do futebol espanhol recente.

### Fim repentino da carreira
No dia 13 de janeiro de 2009, o atacante foi submetido a uma cirurgia no coração e foi aconselhado a encerrar a carreira. O jogador abandonou oficialmente os gramados em maio num amistoso comemorativo ao bicampeonato do Olympiacos. Darko chegou à Grécia em julho de 2007. Com a camisa do Olympiakos, ele marcou 21 gols em 42 jogos disputados.
O atacante teve passagens por equipes da Inglaterra, Espanha e Itália, além do Estrela Vermelha de Belgrado e na seleção da Sérvia. Jogador de presença de área, possuía características de um artilheiro nato, sempre preocupando muito os zagueiros adversários, principalmente nas jogadas de bola aérea.

## Seleção
Pela Seleção Iugoslava pós-Guerras de Independência, foi à Copa de 1998 e à Eurocopa 2000. Seu último jogo foi em 2004, já pela Seleção Servo-Montenegrina.

## Vida pessoal
Em 2020, o futebolista tomou um tiro em sua perna ao sair de sua residência em Glyfada, na Grécia. 

## Títulos
Red Star Belgrade
- Yugoslavian Championship: 1994–95
- Yugoslavian Cup: 1989–90

Juventus
- Taça Intertoto da UEFA: 1999

Olympiakos
- Campeonato Grego: 2007–08, 2008–09
- Copa da Grécia: 2007–08, 2008–09
- Supercopa da Grécia: 2007

Individuais
- Melhor Jogador Estrangeiro do Campeonato Grego: 2007–08
- Artilheiro da Copa da UEFA: 1998–99 (8 gols), 1999–2000 (10 gols)